# Eulate
Eulate é um município da Espanha na província e comunidade foral (autónoma) de Navarra. Tem 7,74 km² de área e em 2021 tinha 279 habitantes (densidade: 36 hab./km²).

## Demografia
| Variação demográfica do município entre 1991 e 2004 | Variação demográfica do município entre 1991 e 2004 | Variação demográfica do município entre 1991 e 2004 | Variação demográfica do município entre 1991 e 2004 |
| --------------------------------------------------- | --------------------------------------------------- | --------------------------------------------------- | --------------------------------------------------- |
| 1991                                                | 1996                                                | 2001                                                | 2004                                                |
| 406                                                 | 403                                                 | 364                                                 | 349                                                 |